# Глауберит
Глауберит — минерал, природная двойная соль: сульфат натрия и кальция (Na2SO4·CaSO4).
Глауберит назван по имени химика Иоганна Глаубера (1604—1670).

## Физические свойства
Структура глауберита представляет собой толстые косоугольные таблицы, принадлежащие моноклинной сингонии. Встречается в кривогранных кристаллах и их срастаниях, в сплошных массах и тонкоскорлуповатых агрегатах. Спайность совершенная, параллельная широкой поверхности таблиц. Твёрдость 2,5—3; удельный вес 2,7—2,8. Глауберит бывает бесцветным, красноватого, желтоватого или сероватого цвета. Блеск стеклянный или жирный. Минерал прозрачен или слегка просвечивает.

## Химические свойства
По химическому составу глауберит представляет собой соединение одной молекулы сульфата натрия (51 %) с одной молекулой сульфата кальция (49 %). В воде глауберит растворяется частично. Вкус горько-солёный. Месторождения в соляных залежах.

## Другие названия
В дореволюционных печатных изданиях, много реже, глауберит упоминается как Броньяртин.